# .au
‎.au‏ دامنه اینترنتی کشور استرالیا است.